# 二乙哌啶二酮
二乙哌啶二酮是一种戊二酰亚胺衍生物，分子式C9H15NO2，可作为鎮靜劑，由罗氏集团作为止咳藥上市销售。